# Junaci Kozarski
Junaci Kozarski – piąty album studyjny serbsko-bośniackiego piosenkarza Rodoljuba "Rokiego" Vulovicia wydany w 1994 roku.

## Lista utworów[1]
| Nr | Tytuł                | Polskie tłumaczenie    | Inspiracja                         | Czas |
| -- | -------------------- | ---------------------- | ---------------------------------- | ---- |
| 1. | „5 Kozarska brigada” | „5. Kozarska brygada”  | 5. Kozarska Lekka Brygada Piechoty | 3:01 |
| 2. | „Balada o herojima”  | „Ballada o bohaterach” |                                    | 3:18 |
| 3. | „Kozaro majko”       | „Matko Kozaro”         |                                    | 3:47 |
| 4. | „Vitezovi hrabri”    | „Dzielni rycerze”      |                                    | 4:09 |
| 5. | „Moja zemlja”        | „Moja ziemia”          |                                    | 3:13 |
| 6. | „Pukovnice Colicu”   | „Pułkowniku Čolićiu”   | płk. Pero Čolić                    | 3:17 |
| 7. | „Republiko Srpska”   | „Republika Serbska”    |                                    | 3:12 |
| 8. | „Crvena rijeka”      | „Czerwona rzeka”       |                                    | 4:02 |